# Яблоки (фильм)
Яблоки (греч. Μήλα) — международный драматический фильм совместного производства 2020 года, режиссёром и продюсером которого стал Христос Нику, дебютировавший в качестве режиссёра по сценарию Нику и Ставроса Раптиса. В главных ролях: Арис Серветалис, София Георговасили, Анна Калаициду и Аргирис Бакирцис. Кейт Бланшетт выступает в качестве исполнительного продюсера в своей продюсерской компании Dirty Films, участвующей в создании фильма.
Мировая премьера фильма состоялась 2 сентября 2020 года на Венецианском кинофестивале. Выход фильма в Греции планировался на 19 ноября 2020 года компанией Feelgood Entertainment. Фильм был выбран в качестве греческой заявки на премию «Оскар» в номинации «Лучший иностранный художественный фильм» на 93-й церемонии вручения премии «Оскар», но не был номинирован.

## Сюжет
Арис записывается на программу реабилитации для невостребованных пациентов, чтобы создать личности во время пандемии, вызывающей амнезию.

## В ролях
- Арис Серветалис — Арис
- София Георговасили — Анна
- Анна Калаициду
- Аргирис Бакирцис
- Костас Ласкос

## Выпуск
Мировая премьера фильма состоялась 2 сентября 2020 года на 77-м Венецианском международном кинофестивале. Фильм также был показан на Международном кинофестивале в Торонто 9 сентября 2020 года в рамках программы TIFF Industry Selects и на фестивале AFI 20 октября 2020 года. В октябре 2020 года компания Cohen Media Group приобрела права на распространение фильма в США. В Греции фильм вышел 19 ноября 2020 года. В США он вышел 24 июня 2022 года.

## Критика
На сайте-агрегаторе Rotten Tomatoes фильм имеет рейтинг одобрения 93% на основе 98 рецензий со средней оценкой 7,4/10. Консенсус критиков веб-сайта гласит: «Яблоки исследуют человеческую идентичность с сюрреалистической и часто юмористической точки зрения, получая необычные, но в конечном итоге заставляющие задуматься результаты». На Metacritic фильм имеет рейтинг 79 из 100 на основе 18 отзывов критиков, что означает «в целом положительные отзывы».